# Seiichi Funabashi
Funabashi Seiichi (舟橋 聖一, Funabashi Seiichi, aussi Funahashi Seiichi), né le 25 décembre 1904 à Tokyo et mort le 13 janvier 1976 dans la même ville, est un écrivain japonais. Son œuvre comprend des histoires courtes, des nouvelles et des romans.

## Biographie
Funahashi naît dans un quartier qui fait à présent partie de l'arrondissement Sumida-ku de Tokyo, où son père est professeur adjoint de génie à l'université impériale de Tokyo. Il a une sœur et trois frères plus jeunes. Enfant, il souffre d'une coqueluche qui se développe en asthme chronique. Quand son père est envoyé en Allemagne pour poursuivre ses études, Funahashi est confié à la garde de sa grand-mère dans le quartier Koshigoe de Kamakura, préfecture de Kanagawa, où il passe le plus clair de sa jeunesse.
Encore au lycée, il écrit déjà des pièces de théâtre pour différents magazines. Il fréquente l'école des arts et des sciences de l'Université impériale de Tokyo où il s'inscrit aux clubs de littérature et de théâtre. Son cénacle littéraire comprend Tomoyoshi Murayama, Tomoji Abe, Ujaku Akita, Masuji Ibuse, Motojirō Kajii et Shigeru Tonomura. Ses premières œuvres et son activité militante au sein du mouvement Shingeki attirent l'attention de Hidemi Kon et Hideo Kobayashi.
Motivé par l'engagement politique et humanitaire des écrivains français André Gide et André Malraux, il fonde la revue littéraire Kōdō (« l'Action »), publiée de 1934 à 1936. C'est dans cette revue que paraît son premier roman, Daibingu (« Plongée »), en 1934 sous forme de feuilleton. Kōdō se prononce pour le libéralisme, l'internationalisme et le modernisme en opposition à l'ultranationalisme qui balaye le Japon dans les années 1930. Funahashi espère créer un mouvement de front populaire parmi les écrivains; Cependant, le mouvement sombre bientôt dans l'oubli. En 1940, Funahashi rejoint le Front littéraire (Bungei Jugō Undō) parrainé par le gouvernement avec 43 autres éminents écrivains et créé des œuvres en soutien de l'effort de guerre.
Funahashi travaille comme chargé de cours à l'université de Takushoku et à partir de 1938 à l'université Meiji. En 1948, il devient président de l'Association des écrivains japonais et membre du comité de sélection du prix Akutagawa en 1949. En 1950, il est choisi pour faire partie du Conseil national de la politique linguistique du ministère de l'Éducation. Son roman Hana no Shogai (花の生涯) paru en 1953 et consacré à Ii Naosuke, fonctionnaire de la période du Bakumatsu, est adapté à la télévision comme premier taiga drama de la NHK.
En 1964, Funahashi remporte le prix Mainichi de la culture pour Aru onna no enkei ( ある女の遠景 ). Il est élu membre de l'Académie japonaise des arts en 1966.
Toutefois, à partir de 1966, la détérioration croissante de sa vue le conduit au bord de la cécité et Funahashi a recours à la dictée afin de poursuivre ses activités littéraires. En 1967, il est lauréat du prix Noma pour Sukina onna no munakazari (好きな女の胸飾り). Longtemps défenseur du sumo et membre du Conseil de Promotion du sumo, il en est président en 1969. En 1975, Funahashi est désigné personne de mérite culturel par le gouvernement japonais.
Funahashi meurt d'un infarctus du myocarde à l'école médicale Nippon de l'hôpital de Tokyo en 1976 à l'âge de 71 ans, laissant derrière lui deux œuvres inachevées, Taikō Hideyoshi, publié en feuilleton par le Yomiuri Shimbun et une étude sur le Genji Monogatari, publiée de la même façon par le magazine Heibonsha Taiyo.

## Titres
- Plongée (1934)
- Les arbres et les pierres (1938)
- Shikkaiya Kōichi (1945) – (Kōichi le teinturier)
- Le Poison (1946)
- Gamō (1947) – (Chardon, première traduction 1964, de l'anglais 1978)
- Yuki fujin ezu (1948) – (portrait de madame Yuki) adaptation cinématographique en 1950 par Kenji Mizoguchi : Le Destin de madame Yuki
- Histoire de la geisha Komatsu (1952)
- Aru onna no enkei (1961) – (Tsunako la jeune fille, 1967)
- Le Chat et la source (1962)

Seule une nouvelle de l'auteur, écrite en 1951, a été traduite en français par Jean Cholley : Les Lustres de la noce (Kashoku), dans Anthologie de nouvelles japonaises contemporaines (Tome II), Gallimard, 1989.

## Source de la traduction
- (de) Cet article est partiellement ou en totalité issu de l’article de Wikipédia en allemand intitulé « Funabashi Seiichi » (voir la liste des auteurs).